# Piper sintenense
Piper sintenense är en pepparväxtart som beskrevs av Sumihiko Hatusima. Piper sintenense ingår i släktet Piper och familjen pepparväxter. Inga underarter finns listade i Catalogue of Life.